# لنکاستر جانکشن (ویسکانسین)
لنکاستر جانکشن (به انگلیسی: Lancaster Junction) یک منطقهٔ مسکونی در ایالات متحده آمریکا است که در شهرستان گرنت، ویسکانسین واقع شده‌است. لنکاستر جانکشن ۳۵۸٫۱۴ متر بالاتر از سطح دریا واقع شده‌است.